# الصلول (حبيش)

تعديل مصدري - تعديل

الصلول محلة تابعة لقرية العضادي، التابعة لعزلة جبل عميقة بمديرية حبيش إحدى مديريات محافظة إب في الجمهورية اليمنية، بلغ تعداد سكانها 156 حسب تعداد اليمن لعام 2004.